# フェルナンド・ドス・サントス・ペドロ
フェルナンド（Fernando）ことフェルナンド・ドス・サントス・ペドロ（ポルトガル語: Fernando dos Santos Pedro、1999年3月1日 - ）は、ブラジル・ベロオリゾンテ出身のサッカー選手。レッドブル・ブラガンチーノ所属。ポジションはフォワード、ミッドフィールダー。

## 経歴
SEパルメイラスの下部組織に加入。2017年にトップチームに昇格し、2018年6月17日、ウクライナのFCシャフタール・ドネツクと5年契約を締結した。
2019年9月2日、スポルティング・クルーベ・デ・ポルトゥガルへシーズン終了までのレンタル移籍が発表された。
2022年4月21日、レッドブル・ザルツブルクへの移籍が発表された。
2025年1月5日、レッドブル・ブラガンチーノに移籍した。

## タイトル
シャフタール
- ウクライナ・プレミアリーグ：2018-19, 2019-20
- ウクライナ・カップ：2018-19
- ウクライナ・スーパーカップ：2021